# L'Affaire collective
Pour plus de détails, voir Fiche technique et Distribution.
L'Affaire collective (Colectiv) est un film documentaire roumano-luxembourgeois écrit et réalisé par Alexander Nanau. Ce documentaire tourne autour d'un groupe de journalistes travaillant dans un journal roumain qui investigue sur une fraude liée à la santé publique du pays, à la corruption et aux problèmes d'administration.
Le film est diffusé pour la première fois à la Mostra de Venise 2019. Ce documentaire est acclamé par la critique,. Il se retrouve nommé aux Oscars du cinéma 2021 dans les catégories meilleur documentaire et meilleur film international.

## Synopsis
À la suite d'un incendie survenu dans une boîte de nuit de Bucarest, des dizaines de personnes vont mourir alors que leurs blessures n'auraient pas dû les mettre en danger. Un groupe de journaliste va décider de prendre cette affaire en main et de faire une investigation qui va mettre en lumière de nombreux problèmes de corruption dans le système de santé publique roumain.

## Fiche technique
Sauf indication contraire, les informations mentionnées dans cette section peuvent être confirmées par la base de données cinématographiques IMDb,  présente dans la section « Liens externes ».
- Titre original : Colectiv
- Titre français : L'Affaire collective
- Réalisation : Alexander Nanau
- Scénario : Alexander Nanau et Antoaneta Opris
- Photographie : Alexander Nanau
- Montage : Dana Bunescu, George Cragg et Alexander Nanau
- Musique : Kyan Bayani
- Production : Alina David, Hanka Kastelicová, Bernard Michaux, Bianca Oana et Alexander Nanau
- Sociétés de production : Samsa Film, Luxembourg, HBO Europe, Mitteldeutscher Rundfunk, Radio télévision suisse, Radiotelevisione svizzera et YES Docu
- Sociétés de distribution : Dulac Distribution (France), Magnolia Pictures (international)
- Pays d'origine :  Roumanie et  Luxembourg
- Langue originale : roumain
- Format : couleur
- Genre : documentaire
- Durée : 109 minutes
- Dates de sortie :
  - Italie : 4 septembre 2019 (Mostra de Venise)
  - France : 18 octobre 2019 (festival de La Roche-sur-Yon) ; 15 septembre 2021 (sortie nationale)
  - Roumanie : 28 février 2020

## Sortie

### Accueil critique
En France, le site Allociné recense une moyenne des critiques presse de 3,8/5.